# Albert Huybrechts
Pour les articles homonymes, voir Huybrechts.
Albert Huybrechts (né à Dinant le 12 février 1899 et mort à Bruxelles le 21 février 1938) est un musicien et compositeur belge.
Fils d'un contrebassiste au théâtre La Monnaie, il entre à l’âge de onze ans au Conservatoire royal de Bruxelles, ou remporte un premier prix de hautbois en 1915 et en 1922 un second prix de fugue après avoir suivi la classe de Joseph Jongen, et y fut nommé professeur d’harmonie en 1937 peu de temps avant sa mort.
Sa sonate pour violon et piano fut créée à New York par Alfred Cortot, manifestation à laquelle le compositeur ne participa pas, faute de moyens.

## Œuvres (sélection)
- Quatuor n°1 (1924)
- Sonate pour violon et piano (1925), Prix Coolidge (1926)
- Trio pour flûte, alto et piano (1926)
- Chant funèbre pour violoncelle et orchestre ou piano (1926)
- Quatuor n°2 (1927), dédié au Quatuor Pro Arte
- Choral pour orgue (1930), dédié à Charles Hens
- Concertino pour violoncelle et orchestre ou piano (1932)
- Sicilienne pour piano (1934)
- Pastourelle pour viole de gambe et piano (1934)
- Sonatine pour flûte et alto (1934)
- Trio pour violon, alto et violoncelle (1935)
- Quintette à vent pour flûte, hautbois, clarinette, cor et basson (1936)

## Discographie
- Albert Huybrechts | Chamber music I, Pierre Amoyal, Marie Hallynck, David Lively, Yuko Shimizu-Amoyal. Cypres 2009 (CYP4630)[1]
- Albert Huybrechts | Chamber music II | Complete songs, Laure Delcambe, Marie Lenormand, Martial Defontaine, Lionel Bams, Quatuor MP4. Cypres 2011 (CYP4635)[2]
- Albert Huybrechts | Chamber music III, Lionel Bams, Lucas Blondeel, Philippe Pierlot, Sébastien Walnier, Monnaie Wind Quintet. Cypres 2013 (CYP4639)[3]